# 레이디 로즈 길먼
레이디 로즈 빅토리아 브리짓 루이즈 길먼(Rose Victoria Birgitte Louise Gilman, 1980년 3월 1일 ~ )는 영국 왕실의 일원이며, 글로스터 공작 리처드와 글로스터 공작부인 비르기트의 차녀이다. 그녀는 2025년 1월 현재 영국 왕위 계승 서열 39위이다.